# Montmain, Seine-Maritime

Montmain este o comună în departamentul Seine-Maritime, Franța. În 1 ianuarie 2022 avea o populație de 1.499 de locuitori.